# Can Puig de la Casa Nova
Can Puig de la Casa Nova és una masia de Cardedeu (Vallès Oriental) inclosa a l'Inventari del Patrimoni Arquitectònic de Catalunya.

## Descripció
Edificació aïllada en forma de L i composta de planta baixa, amb l'habitatge en una de les ales i la pallissa i les corts a l'altre. Té un portal d'arc escarser i finestres de llinda plana. Al costat del portal principal hi ha la porta del cavall. Les cobertes són a dues vessants. Té una era a prop i un gran pati que l'envolta.

## Història
La casa és de mitjans de segle xix i de nova planta. Ha sofert diverses reformes al segle XX i cap els anys 30 es feu una gran reforma i cap els anys vuitanta es va arrebossar de nou tota la casa. Els Puig van ser durant molt de temps els masovers de la casa Klein i després van comprar aquesta casa. Els seus descendents són els actuals propietaris.